# Jamboree (álbum)
Jamboree é o segundo álbum da banda Beat Happening, lançado em 1988 pelo selo K Records/Rough Trade Records.  Todas as músicas foram produzidas por Steve Fisk com a ajuda dos membros do Screaming Trees, Mark Lanegan e Gary Lee Conner (que toca um breve solo de guitarra em "Midnight a Go-Go"), exceto "Cat Walk", produzido por Patrick Maley, e "The This Many Boyfriends Club", gravada ao vivo por Rich Jensen.
O álbum é marcado por uma tendência sombria ao Twee pop - estilo pelo qual a banda é conhecida - devido principalmente a uma produção mais elaborada do que o material anterior do grupo e à predominância de faixas escritas por Calvin Johnson, visto que Heather Lewis canta apenas em duas canções ("In Between" e "Ask Me").
À época do lançamento do álbum, Calvin descreveu Jamboree como sendo "obscuro e sexy".  Mesmo assim, a banda manteve a ênfase em sua exuberância ao invés de ressaltar habilidades musicais. Bret Lunsford declarou em uma entrevista que, durante a gravação da faixa de abertura "Bewitched", uma das cordas de sua guitarra ficou presa em um parafuso e ele continuou tocando a corda até que ela se soltasse.
Supõe-se que este seja um dos álbuns favoritos de Kurt Cobain.  Duas faixas do álbum, "Bewitched" e "Indian Summer", foram mencionadas como essenciais num artigo de 2005 da revista Pitchfork Media sobre Twee Pop, intitulad "Twee as Fuck".  "Indian Summer" é talvez a música mais famosa do grupo, devido a um cover conhecido do grupo de dream pop, Luna, cujo vocalista Dean Wareham fez uma piada no filme The Shield Around the K: The Story of K Records (documentário sobre a história do selo K Records de Calvin), dizendo que a canção era a "'Knockin' on Heaven's Door do indie -- todo mundo já tocou." Há um cover de Ben Gibbard desta música na trilha sonora do documentário About a Son sobre Kurt Cobain.

## Faixas
Todas as faixas compostas por Beat Happening.
1. "Bewitched" – 3:06
2. "In Between" – 2:21
3. "Indian Summer" – 3:05
4. "Hangman" – 2:31
5. "Jamboree" – 0:58
6. "Ask Me" – 1:16
7. "Crashing Through" – 1:16
8. "Cat Walk" – 1:58
9. "Drive Car Girl" – 2:00
10. "Midnight a Go-Go" – 2:18
11. "The This Many Boyfriends Club" – 3:18